# Dotetem Fluctus
Il Dotetem Fluctus è una struttura geologica della superficie di Venere.